# 2014年新加坡
|        | 新加坡歷史 |
| 世紀： | 20世紀新加坡 \| 21世紀新加坡 \| 22世紀新加坡                                                                                                 |
| 年代： | 1980年代新加坡 \| 1990年代新加坡 \| 2000年代新加坡 \| 2010年代新加坡 \| 2020年代新加坡 \| 2030年代新加坡 \| 2040年代新加坡                   |
| 年份： | 2010年新加坡 \| 2011年新加坡 \| 2012年新加坡 \| 2013年新加坡 \| 2014年新加坡 \| 2015年新加坡 \| 2016年新加坡 \| 2017年新加坡 \| 2018年新加坡 |
| 紀年： | 甲午年（马年）、新加坡开埠195周年、新加坡独立49周年                                                                                          |

下表整理了2014年新加坡發生的事件，包括政府主要官员、各月大事记和当年出生及逝世的人物。

## 領導人
- 總統: 陳慶炎
- 總理: 李顯龍

## 事件

### 6月
- 6月21日- 新加坡體育城中的新加坡國家體育場正式竣工並啟用。

### 7月
7月16日 – 馬來西亞宣佈從本日起將對所有進入柔佛的新加坡註冊車輛徵收車輛入境許可費。

### 8月
- 8月15日 – 2014年8月15日，新加坡交通部長呂德耀在巡視濱海南碼頭站時宣布，東區線將與湯申線貫通運行，合稱湯申－東海岸線。

### 12月
- 12月28日 – 印尼亞洲航空8501號班機空難，一架從印度尼西亞泗水飛往新加坡樟宜機場的客機，該航班於當地時間2014年12月28日早上05:35（UTC+7）從朱安達國際機場起飛，並預定在 08:30（UTC+8）降落。飛機飛行一段時間後於7:24（UTC+8）在爪哇海上空與空中管制失去聯絡，失去聯絡前機組人員曾經要求更改路線，但被印尼空中交通控制中心拒絕。機上有155名乘客和7名機組成員。機型為空中巴士A320-216。12月30日，搜救人員在卡里馬塔海峽找到失聯航班的碎片以及一些乘客的遺體。